# Carex tenuior
Carex tenuior är en halvgräsart som beskrevs av Tetsuo Michael Koyama och Tsan Iang Chuang. Carex tenuior ingår i släktet starrar, och familjen halvgräs.
Artens utbredningsområde är Nansei-shoto. Inga underarter finns listade i Catalogue of Life.